# Сан Пјетро (Авелино)
Сан Пјетро је насеље у Италији у округу Авелино, региону Кампанија.
Према процени из 2011. у насељу је живело 3199 становника. Насеље се налази на надморској висини од 201 м.